# Macky Sall
Macky Sall (Fatick, 11 de desembre de 1961) és un enginyer i polític senegalès. És l'actual president de la República del Senegal d'ençà el 2 d'abril de 2012. Anteriorment va ocupar els càrrecs de primer ministre entre 2004 i 2007, i de president de l'Assemblea nacional senegalesa de 2007 a 2008.